# Acambay
Acambay és un dels 125 municipis de l'estat de Mèxic. Limita al nord amb Aculco, a l'oest amb Temascalcingo, al sud amb Atlacomulco i a l'est amb Timilpan i Jilotepec. Acambay, prové de la llengua otomí, és un topònim aglutinat. El territori municipal d'Acambay és a l'extrem nord-oriental, entre les coordenades geogràfiques extremes: latitud nord en el paral·lel 19° 58′ 11″ i el paral·lel 20° 01′ 51″; i longitud oest del meridià de Greenwich 99° 05′ 00″ al meridià 99° 11′ 52″; és al nord-est de l'estat de Mèxic i al nord de la ciutat de Mèxic. La capçalera municipal és Acambay de Ruiz Castañeda i està localitzada a una distància aproximada de 52 quilòmetres de la ciutat de Toluca de Lerdo.

## Història
Els primers pobladors indígenes de Acambay, van ser els otomís o txitximeques, mateixos que van decidir establir-se en aquest lloc de manera definitiva. Es van dedicar principalment a l'agricultura ia la cria d'animals domèstics.

## Política i govern

### Alcaldes
|  | - Salvador Navarrete Cruz (2010-2012) - Irineo Ruíz González (2012-2015) - Ma. del Carmen Peña Mercado (2016-) |

## Demografia

### Localitats
| Localitats               | Població |
| Total Municipi           | 60,918   |
| Acambay                  | 25,430   |
| Detiña                   | 2.453    |
| Ganzda                   | 2.433    |
| San Francisco Shaxni     | 2.211    |
| San Pedro de los Metates | 2.048    |
| Puentecillas             | 1.851    |
| Tixmadeje Chiquito       | 1.377    |
| La Caridad               | 1.340    |
| Santa María Tixmadeje    | 1,126    |
| La Soledad               |          |